# Jean-François Debaty
Jean-François Debaty, né le 26 mai 1964 à Rocourt (province de Liège) et mort le 28 janvier 2024 à Hermalle-sous-Argenteau, est un illustrateur, auteur de bande dessinée et de littérature jeunesse belge. Également connu sous le pseudonyme Schmurl.

## Biographie
Jean-François Debaty naît le 26 mai 1964 à Rocourt.
Dès 1980, il suit la filière artistique dans l’enseignement secondaire de l’institut Saint-Luc à Liège. Il en sort trois ans plus tard et il poursuit sa formation dans l’École supérieure des arts Saint-Luc de Liège qu’il quitte en 1986, muni d’un graduat, diplôme obtenu avec distinction.
Il illustre d’abord deux livres-disque en wallon liégeois Li noyé dè p'tit Colas (Éditions Labor, 1984) et Mi vî Papa, c'è-st-ine saquî ! (Éditions Biblio, 1986).
Comme illustrateur indépendant, il crée le studio Bang avec Patrick Cadot en février 1987. En compagnie du même, il contribue graphiquement et réalise des mises en couleurs pour des revues connues au Royaume-Uni comme Quiz Kids (en), Streetwise de Keesing Media Group ou encore ACE.
Il commence sa carrière comme coloriste de bande dessinée pour la série Yvain et Yvon dessinée par Patrick Cadot et scénarisée par Bom. La série connaît une prépublication dans le journal de Tintin et compte quatre albums publiés aux éditions du Lombard de 1987 à 1989. Un album reprenant les inédits de la série est publié par La Vache qui Médite en 2023. Le sixième tome sort en mai 2024. Il réalise de même la mise en couleur des trois albums de la série Les Extraordinaires Aventures de Jordan dessinée par Patrick Cadot et scénarisée par Philippe Richelle dont les deux premiers tomes sont publiés aux éditions Le Lombard en 1990 et le troisième volume à La Vache qui Médite en 2021.
En 1991, il écrit le scénario, sous son nom, d’une série humoristique Arpo comptant 91 gags pour le dessinateur Patrick Cadot, un volatile de la décharge publique pour l’hebdomadaire Hello Bédé jusqu'en 1993 à la cessation de la publication. Il écrit également le scénario du gag Cubitus contre Fantomus pour Dupa publié dans Hello Bédé no 26 du 30 juin 1992.
Dans Spirou, en 2006, il signe un cartoon du pseudonyme Schmurl dans La Balise à Cartoon dans le numéro 3548, il enchaîne avec un gag intitulé Habemus dans le numéro 3573. Il écrit encore un court récit de 6 planches intitulé Trou noir troublant pour Gilbert Bouchard en 2007. La même année, il réalise Quel homme choisir ? De gauche ou de droite ? publié aux Éditions Jungle en collaboration avec Antigolus au scénario, Benoît Du Peloux au dessin et une mise en couleur de Laurence Busca. Il contribue graphiquement au quatrième album de Les Nouvelles Aventures de Dupa Grave et de la petite chatte Mimine publié par les Éditions de la Débrouille en 2010.
Comme auteur de littérature jeunesse, il prend le relais de François Gilson et il écrit les scénarios de la série Sourimousse dessinée par Peral publié aux éditions Hemma dès le septième tome. Il publie aussi Sourimousse fait son cirque (2002), Sourimousse Bonhomme de neige (2002), Le devoir d'école (2004) et La Tête dans les étoiles (2004). Il illustre encore les textes de l'autrice canadienne FanFan (Francine Minville) dans Platon le Suricate aux éditions Dédicaces en 2013.
En publicité, il travaille pour Seniorenheim hof Bütgenbach (1993) et l’hôpital Sainte-Marie à Halle (1994), les brochures sont publiées par les éditions Weka. En 2005, on lui doit les illustrations de l'opuscule promotionnel pour la CAPEB intitulé Artisans du bâtiment. Des métiers d'avenir ainsi que Mission Delta Vol. 5 L'Escadrille Zeuzère pour Bayer CropScience tous deux scénarisés par Xavier Fauche, S. Teissier et R. Jansem et édités par Une Bulle en Plus. Pour le même éditeur, il réalise encore Une équipe au plus près du client sur un scénario de Xavier Fauche et l’équipe Schindler en 2007.

« [...] Schmurl n’a de cesse d’aller au bout de ses idées, défendant, envers et contre tout, la liberté d’expression sur tous les supports. »

Il meurt le 28 janvier 2024 à Hermalle-sous-Argenteau, à l'âge de 59 ans.

### Vie privée
Il résidait à Hermalle-sous-Argenteau,. Il était marié et il avait deux filles.

## Œuvre

### Albums de bande dessinée comme dessinateur
- Quel homme choisir ?, Éditions Jungle, Paris, mars 2007
Scénario : Antigolus - Dessin : Benoît Du Peloux, Schmurl - Couleurs : Laurence Busca -  (ISBN 978-2-87442-068-9)

### Albums de bande dessinée comme coloriste
Yvain et Yvon
- 1. La Piste du Baphomet, Le Lombard, Bruxelles, juillet 1987
Scénario : Bom - Dessin : Patrick Cadot - Couleurs : Jean-François Debaty -  (ISBN 2-8036-0650-X)
- 2. Le Roi des loups, Le Lombard, Bruxelles, mars 1988
Scénario : Bom - Dessin : Patrick Cadot - Couleurs : Jean-François Debaty -  (ISBN 2-8036-0674-7)
- 3. Le Cheval des étoiles, Le Lombard, Bruxelles, septembre 1988
Scénario : Bom - Dessin : Patrick Cadot - Couleurs : Jean-François Debaty -  (ISBN 2-8036-0704-2)
- 4. L'Enfant de la nuit, Le Lombard, Bruxelles, mai 1989
Scénario : Bom - Dessin : Patrick Cadot - Couleurs : Jean-François Debaty -  (ISBN 2-8036-0751-4)
- 5. Les Inédits, La Vache qui Médite, octobre 2023
Scénario : Bom - Dessin : Patrick Cadot - Couleurs : quadrichromie

#### Les Extraordinaires Aventures de Jordan
- 1. Les Statues englouties, Le Lombard, Bruxelles, février 1990
Scénario : Philippe Richelle - Dessin : Patrick Cadot - Couleurs : Jean-François Debaty -  (ISBN 2-8036-0794-8)
- 2. Les Mannequins de cire, Le Lombard, Bruxelles, novembre 1990
Scénario : Philippe Richelle - Dessin : Patrick Cadot - Couleurs : Jean-François Debaty -  (ISBN 2-8036-0853-7)
- 3. La Tombe d'Hannibal Hobbes, La Vache qui Médite, août 2021
Scénario : Philippe Richelle - Dessin : Patrick Cadot - Couleurs : Jean-François Debaty, La Tombe d'Hannibal Hobbes est paru dans Hello Bédé, du numéro 4 du 04/02/1992 au numéro 14 du 7 avril 1992. Cette histoire est totalement inédite en album.

### Littérature jeunesse
Sourimousse : auteur sous le pseudonyme Schmurl : 
- Sourimousse bonhomme de neige, textes de Schmurl (alias Jean-François Debaty), Peral (ill.), éditions Hemma, 2003  (ISBN 2-8006-8233-7) (BNF 38982838)
- Sourimousse fait son cirque, textes de Schmurl, Hemma, 2003  (ISBN 2-8006-8232-9) (BNF 38982836)
- Le Devoir d'école, textes de Schmurl, Hemma, 2004  (ISBN 2-8006-8671-5) (BNF 39927768)
- La Tête dans les étoiles, textes de Schmurl, Hemma, 2004  (ISBN 2-8006-8672-3) (BNF 39927778).

#### Illustrateur
Platon le Suricate, FanFan (textes), Montréal, éditions Dédicaces, 2013  (ISBN 9781770762534).